# Kemetul
Kemetul is een bestuurslaag in het regentschap Semarang van de provincie Midden-Java, Indonesië. Kemetul telt 1449 inwoners (volkstelling 2010).